# An-Sophie Mestach
An-Sophie Mestach (Gante, 7 de março de 1994) é uma ex-tenista profissional belga com dois títulos de duplas no circuito WTA e top 100 conquistado nas duas modalidades (atingiu a 98ª colocação em simples e 64ª em duplas). Foi também campeã juvenil do Australian Open de 2011 sozinha e ao lado da holandesa Demi Schuurs.
Anunciou sua aposentadoria precocemente aos 24 anos, no começo de 2019, com o desejo de se tornar policial.

## WTA finais

### Duplas: 1 (1 vice)
| Legenda                                      |
| -------------------------------------------- |
| Grand Slam (0–0)                             |
| WTA Tour (0–0)                               |
| Tier I / Premier Mandatory & Premier 5 (0–0) |
| Tier II / Premier (0–1)                      |
| Tier III, IV & V / International (0–0)       |

| Títulos por Piso |
| ---------------- |
| Duro (0–1)       |
| Grama (0–0)      |
| Saibro (0–0)     |
| Carpete (0–0)    |

| Posição | N. | Data              | Torneio                                     | Piso     | Parceira            | Oponentes                                      | Placar            |
| Vice    | 1. | 15 Fevereiro 2015 | Diamond Games, Antuérpia, Bélgica           | Duro (i) | Alison Van Uytvanck | Anabel Medina Garrigues Arantxa Parra Santonja | 4–6, 6–3, [5–10]  |
| Campeã  | 1. | 14 Setembro 2015  | Coupe Banque Nationale, Quebec City, Canadá | Duro (i) | Barbora Krejčíková  | María Irigoyen Paula Kania                     | 4–6, 6–3, [12–10] |
| Campeã  | 2. | 9 Janeiro 2016    | ASB Classic, Auckland, Nova Zelândia        | Duro     | Elise Mertens       | Danka Kovinić Barbora Strýcová                 | 2–6, 6–3, [10–5]  |

### Junior Grand Slam finais

#### Simples
| Posição | Ano  | Campeonato          | Piso | Oponente    | Placar   |
| ------- | ---- | ------------------- | ---- | ----------- | -------- |
| Campeã  | 2011 | Aberto da Austrália | Duro | Monica Puig | 6–4, 6–2 |

#### Duplas
| Posição | Ano  | Campeonato          | Piso | Parceira      | Oponentes                   | Placar   |
| ------- | ---- | ------------------- | ---- | ------------- | --------------------------- | -------- |
| Vice    | 2010 | US Open             | Duro | Silvia Njirić | Tímea Babos Sloane Stephens | w/o      |
| Campeã  | 2011 | Aberto da Austrália | Duro | Demi Schuurs  | Eri Hozumi Miyu Kato        | 6–2, 6–3 |